# Merkel-Zelle

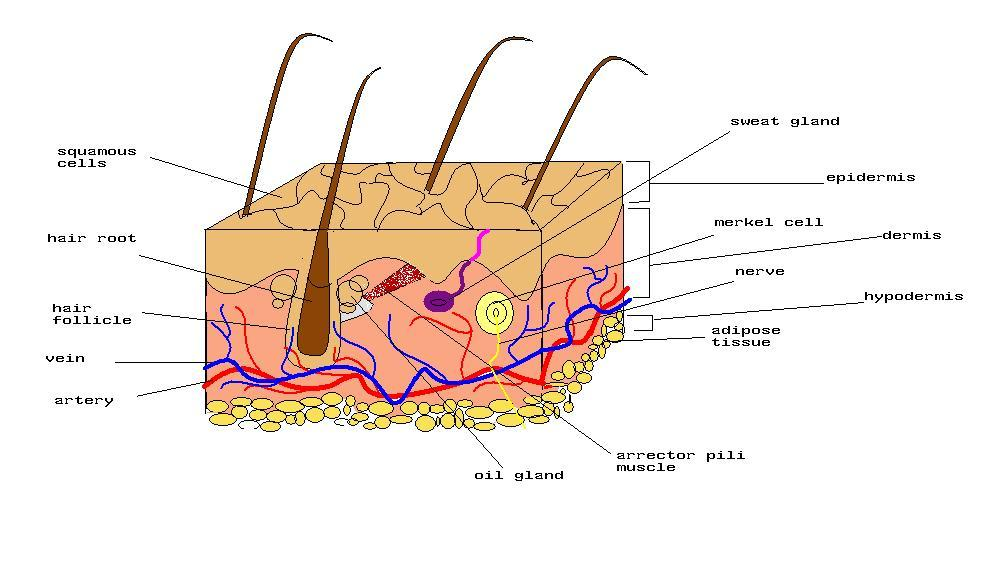
Schema: Bestandteile der Haut mit Merkel-Zelle (gelb dargestellt)

Merkel-Zellen oder Merkel-Körperchen sind spezielle Sinneszellen in der Basalzellschicht (Stratum basale) der Epidermis bei Wirbeltieren, die als Druckrezeptoren wirken. Sie befinden sich einzeln (in der unbehaarten Haut) oder in Gruppen (in der behaarten Haut, dann gelegentlich auch als Pinkus-Iggo-Tastscheiben bezeichnet) zwischen den Basalzellen. Die Merkel-Zelle ist nach dem Göttinger Anatomen Friedrich Merkel benannt, der die Zellen im Jahr 1875 entdeckte. Der Komplex aus Merkel-Zellen und Nervenendigung wird als Merkel-Scheibe bezeichnet.
Merkel-Zellen gehören zu den Mechanorezeptoren der taktilen Wahrnehmung. Sie adaptieren langsam und feuern vorwiegend mit einer zur Reizintensität, also der Druckstärke, proportionalen Frequenz, weshalb sie üblicherweise übergeordnet als P-Rezeptoren oder spezifischer SA-I-Rezeptoren (für slowly adapting) bezeichnet werden. Da auch die Änderung der Druckstärke registriert wird, werden sie aber mitunter auch zu den PD-Rezeptoren (für Proportional-Differential) eingeordnet. Adäquater Reiz ist Eindrücken der Haut mit einer Rate von 0,3 bis 3 Hz.
Die Merkel-Zellen der Säugetiere sind epithelialen Ursprungs. Sie enthalten Zytokeratine, neuropeptidhaltige Granula und kurze Fortsätze. Wahrscheinlich sind sie auch neurosekretorisch aktiv. Das Merkelzellkarzinom ist ein seltener bösartiger Tumor, von dem man früher annahm, dass er von den Merkel-Zellen ausgeht.